# Манн, Голо
Ангелус Готтфрид Томас Манн (нем. Angelus Gottfried Thomas Mann, или просто Голо Манн нем. Golo Mann; 27 марта 1909, Мюнхен, — 7 апреля 1994, Леверкузен) — немецкий историк и эссеист, второй сын Томаса Манна.

## Биография
Изучал философию, в 1932 году получил докторскую степень у Карла Ясперса.
С приходом к власти нацистов эмигрирует, получает в 1936 году чехословацкое гражданство и редактирует в 1937—1940 годах цюрихский литературный журнал «Мера и цена» («Maß und Wert»).
В 1940 году переезжает в США, где в 1942 году начинает изучать историю в колледжах Оливет (Мичиган) и Клермон (Калифорния).
В 1960—1964 годах — профессор политических исследований в Штутгартской Технической высшей школе.
Голо Манн опубликовал ряд работ по истории XIX века, в том числе имеющую большое значение «Немецкую историю 19 и 20 столетий» (1958).
В 1973 году выходит в свет его биография Валленштейна («Wallenstein-Bilder zu seinem Leben») — наибольший литературный и исторический успех Г. Манна.
В 1974 году он публикует эссе «История как место Свободы» («Geschichte als Ort der Freiheit»).